# Saint-Christophe-sur-Avre
Saint-Christophe-sur-Avre é uma comuna francesa na região administrativa da Normandia, no departamento de Eure. Estende-se por uma área de 10,86 km². Em 2010 a comuna tinha 145 habitantes (densidade: 13,4 hab./km²).